# MBSラジオ
株式会社MBSラジオ（エムビーエスラジオ、英: MBS RADIO, INC）は、MBSメディアホールディングスの連結子会社で、近畿広域圏を放送対象地域とする中波放送（AMラジオ放送）事業を行う特定地上基幹放送事業者である。コールサインはJOOR。
1950年12月27日に「新日本放送株式会社」として設立する。1951年9月1日にラジオの本放送を開始し、1958年6月1日に「毎日放送」へ改称を経て、1959年3月1日にテレビの本放送を開始するまではラジオ単営局であった。テレビ放送開始以降は毎日放送のラジオ放送部門として運営され、「MBSラジオ」の呼称を使用する。2011年7月24日まで「毎日放送ラジオ」の呼称も併用したが、以降は「MBSラジオ」に統一する。
2017年4月1日に毎日放送（初代）が認定放送持株会社（MBSメディアホールディングス）へ移行したことを機に、テレビ放送事業とラジオ放送事業を一体として分割準備会社（新〈2代目〉・毎日放送）へ承継。2020年5月28日にラジオ放送事業の分割準備会社（分割会社）を設立すると、（新日本放送時代からの）開局70周年を迎えた2021年4月1日付で新・毎日放送のラジオ放送事業が分割会社へ承継されたことを受けて、同日付で分割会社の社名を「毎日放送ラジオ分割準備株式会社」から「株式会社MBSラジオ」に変更した。JOORのコールサインでラジオ放送事業を運営する放送事業者としては、3代目にあたる。
本項は、法人の「株式会社MBSラジオ」、ラジオ単営局「新日本放送」、毎日放送ラジオ放送部門時代の「MBSラジオ」それぞれについて述べる。

## 概要
コールサインはJOOR。

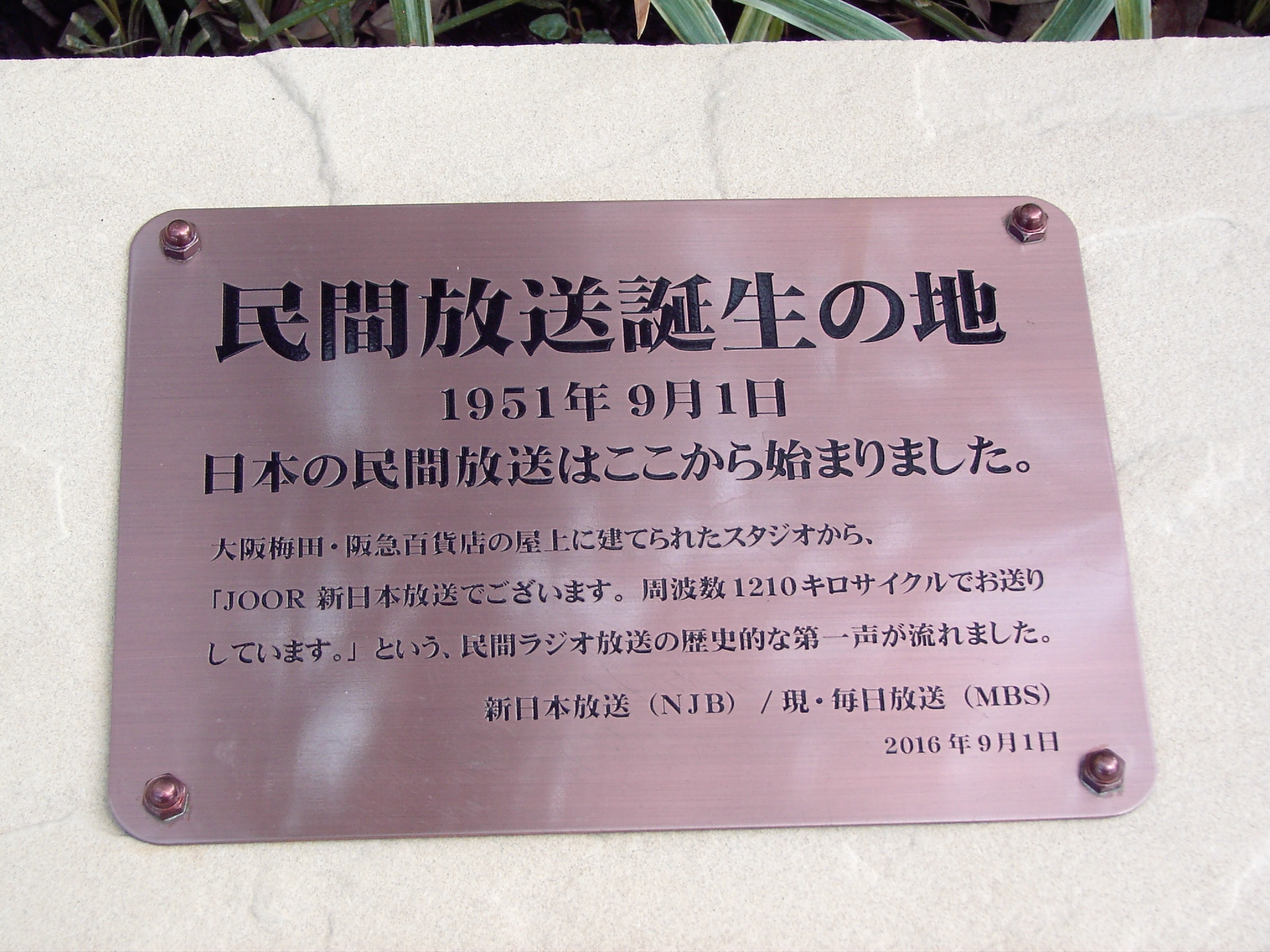
阪急百貨店うめだ本店の13階屋上広場に2016年9月1日に設置された「民間放送誕生の地」プレート（2016年9月9日撮影）。
ただし、これは試験放送を含めた場合であり、最初に本放送を開始したのはCBCラジオ（当時は中部日本放送）。

当初の局名「新日本放送」の名称については、これまで日本のラジオ放送を独占してきた日本放送協会（NHK）に次ぐ、新たな日本の放送協会を目指すという意味合いが込められていた。そして毎日資本のラジオネットワークとしてラジオ日本（後に一本化調整によりラジオ東京→現TBSラジオ。現存のアール・エフ・ラジオ日本とは関連がないが、ラジオ関東時代の1977年12月31日までは毎日新聞社の資本とニュース提供を受けており、少なからずMBSとのネット関係が存在していた）、ラジオ九州（現RKB毎日放送）を巻き込んだ「RAPPON（ラッポン）ネットワーク」を計画する構想があった（これはのちにジャパン・ラジオ・ネットワーク（JRN）として形態化される）。
AMラジオ放送の周波数は1179kHz（京都中継局も同一周波数）。開局時は1210kHzであり、その後1180kHz を経て現在に至る。
本放送の開始は、1951年（昭和26年）9月1日、大阪市北区角田町の阪急百貨店うめだ本店屋上のスタジオから中波放送を開始。同日6時30分に開局した名古屋市の中部日本放送に続いて正午に放送を開始した。第一声は、坂本登志子アナウンサーの「JOOR、みなさまの新日本放送でございます。」であった。
当初は新大阪新聞社から出向した小谷正一放送部長の下で、リスナー（聴取者）が参加できる地域密着型のバラエティ番組（『うっかりテスト』『知らぬが佛（ほとけ）』『バイバイ・ゲーム』『おたのしみヒント』『浪花節天狗道場』など）を中心に編成。1965年（昭和40年）にラジオネットワークのJRNとNRNが発足してからは、両者への加盟を通じてクロスネット局（準幹事局）としての役割を担う（該当項参照）。
2010年（平成22年）4月から、「ラ・ラ・ラ ラブラジオ 1179 MBS」のキャッチフレーズを使用する。以前は「MBSラジオはOKステーション」で、その前は「耳のごちそうMBS（毎日放送）ラジオ1179」であった。2013年（平成25年）4月から、プロ野球中継の『MBSタイガースライブ』などでのステーションジングルで、（AM放送の周波数に「7」が入っていることにちなんで）「ラッキー7（セブン）のあるラジオ MBSラジオ」のキャッチフレーズも使用していた。FM補完中継局の運用によるワイドFMの本放送開始年の2016年（平成28年）1月からは「MBSラジオもFA宣言!!」、2017年（平成29年）4月から「もっと聴いてね。MBS」、2020年（令和2年）4月から「心のおまもり MBSラジオ」のキャッチフレーズを使用。毎日放送が保有していたラジオ放送部門と放送免許が2021年（令和3年）4月1日付で株式会社MBSラジオへ移管され、「Mラジ」（えむラジ）の愛称と、「ポチっとMラジ」のキャッチフレーズが同日から新たに用いられている。
新聞の番組表表記は1958年（昭和33年）の新日本放送から毎日放送に社名が変更されて以来、長年に渡って「毎日放送」「毎日 MBS」「毎日ラジオ」「毎日」と各紙によって異っていたが、2011年（平成23年）7月24日にテレビ部門の地上デジタル放送完全移行を機に、同日から「毎日テレビ」の表記が「MBSテレビ」に変更されることに伴い、ラジオもこれに準拠して「MBSラジオ」（または「MBS 毎日」「MBS」）の表記に変更された。2021年（令和3年）10月1日から、毎日新聞、中日新聞、聖教新聞など一部の新聞で「MBS エムラジ」、朝日新聞で「Mラジ MBS」、読売新聞で「エムラジ MBS」の表記に変更された。日本経済新聞や産経新聞、大阪日日新聞、日本海新聞、京都新聞、神戸新聞、奈良新聞などは引き続き「MBS」の表記を用いている。
日本国内の放送局が編成する天気予報では初めて、日本気象協会の担当者が直接概況を説明する方式を導入。現在でも、夜間～早朝の時間帯を除く放送で、この方式を継承している。その一方で、テレビ・ラジオとも、関西ローカル向けに放送する天気予報の呼称を「お天気のお知らせ」にほぼ統一。ラジオでは、押尾コータロー・DEPAPEPE・NAOTOなどが演奏するインストゥルメンタルを、天気予報や交通情報のBGMに採用している。毎日放送が2016年（平成28年）9月に気象庁から気象予報業務の実施許可を受けたことから、2017年（平成29年）4月以降の生放送番組の一部は、気象情報部（放送上の通称は「MBSお天気部」）の独自観測による天気予報を同部と契約する南気象予報士事務所所属の予報士が伝えている。
ラジオを聴きながら歴史のある場所などをウォーキングするリスナー参加型イベントラジオウォークを1982年（昭和57年）に国内の放送局ではじめて実施した。このイベントは、以降も早春（2011年までは2月11日、2012年以降は春分の日）に開催されている（新型コロナウイルス感染拡大の影響で2020年は中止・2021年はウォークラリー方式で開催）。
2011年（平成23年）3月11日の東日本大震災が発災直後、3月13日・19日・20日に深夜番組の一部を休止する代わりに、上泉雄一（毎日放送アナウンサー）の進行でフィラー番組として「ミュージックアワー」を放送。洋楽や洋画のサウンドトラックを流す合間に、番組の放送休止告知や地震関連ニュースを随時挿入した。
2021年（令和3年）3月31日まで毎日放送がラジオ放送事業とラジオ放送免許を保有したが、4月1日付でグループ会社の「株式会社MBSラジオ」が承継。「株式会社MBSラジオ」では、4月1日付でJRNとNRNに加盟したほか、「Mラジ」（エムラジ）の愛称と「ポチっとMラジ」のキャッチフレーズを使用している。その一方で、4月1日付でテレビ単営局へ移行する毎日放送では、正社員や「シニアスタッフ」（定年後の嘱託契約社員）に当たるアナウンサーの管理業務を「総合編成局」（同日付で新設）が引き継いだ。このため、毎日放送のアナウンサーは、株式会社MBSラジオの制作・放送番組にも「MBSアナウンサー」として出演している。
主な受賞歴に『ネットワーク1・17スペシャル～盛土崩壊』で2022年（令和4年）日本民間放送連盟賞ラジオ報道番組最優秀賞を受賞しラジオ番組グランプリ候補作品になった。CM部門でもラジオCM『栃木県庁 大阪センター 関西での栃木県の認識度向上/栃木県 実際どうなん 篇』（20秒）がラジオCM第1種（20秒以内）で最優秀賞を受賞した。同局は同賞をラ・テ分社化以前から実に多くの番組で受賞しているが分社化以降では初の最優秀賞だった。

### 「MBSラジオの日」（2016年以降の毎年9月6日）
本放送の開始から65周年を迎えた2016年（平成28年）9月に開局当初スタジオを設けていた阪急百貨店うめだ本店の屋上に、民間放送誕生の地を示す記念の銅製プレートを設置した。65周年記念のステーションソングとして、「Thank you! Happy today!～MBSラジオのうた～」 を発表。5日の月曜日から自社制作・平日帯ワイド番組のパーソナリティ（子守康範・浜村淳・松井愛・近藤光史・上泉雄一）と味覚糖によるコラボレーション企画として、「あめちゃんでつながろう!プロジェクト」を地域・期間限定で展開していた。さらに、ワイドFMの周波数が90.6MHzであることにちなんで、この年から9月6日を「MBSラジオの日」 に制定。2016年9月6日には、『ありがとう浜村淳です』の放送中に、日本記念日協会から記念日としての登録証が授与された。
2017年以降の9月6日にも、多数のスポンサー付き収録番組や長時間のスポーツ中継が並ぶ日曜日と重ならない年には、「MBSラジオの日」を記念して長時間の生放送番組を自社で編成。2019年放送の『9月6日はMBSラジオの日 ～ 飛びだせ!PR大作戦～』では、福島暢啓（毎日放送アナウンサー）が「ちゃプラステージ」（本社M館1階のオープンスペース）からの公開生中継企画「福島暢啓!MBSちゃプラステージでPR大作戦!」で披露したラジオの魅力に関する8分27秒の街頭演説風PR（参照）が、リスナーにとどまらずラジオ業界の関係者から大きな反響を呼んだ。2020年は9月6日が日曜日で、『茶屋町ヤマヒロ会議』（関西テレビ出身のフリーアナウンサー・山本浩之がパーソナリティを務める午前中の事前収録番組）に森たけし（読売テレビ出身のフリーアナウンサー）を招いて記念企画を実施。MBSラジオにおける7日2:00放送のクロージング・アナウンスと7日4:54放送のオープニング・アナウンス（同番組に続いて収録）を、2人で特別に担当した。
2019年以降の9月6日前後に、MBSラジオのリスナーを対象に「電話でリサーチ」（スマートフォンや携帯電話を利用した聴取状況調査）を実施。「MBSラジオの番組をどのような方法で聴いていますか?」の質問と、聴取方法別（「AMラジオ」「ワイドFM」「radiko」「その他」）の回答専用電話番号を設けたうえで、四者択一式の自主調査を通じて聴取状況の把握に努めている。「67コール」を利用した調査であるため、（固定電話や一部の携帯電話を除く）1回線の電話番号から1回だけ回答することが条件で、調査期間の終了後には回答者全員から抽選で1名に9万6,000円の現金を贈呈している。
「電話でリサーチ」は、株式会社MBSラジオの本格稼働開始後（2021年以降）も継続。同年はラジオの本放送開始から70周年で、「MBSラジオの日」が月曜日に当たっていたが、9月6日の放送は通常編成で対応した。

### ラジオ放送事業の分社化までの経緯
新日本放送としての開局以来、毎日放送グループの株主に名を連ねている電通の調査によれば、日本のラジオ広告費は1998年（平成10年）から減少。その後も、インターネットの発達やスマートフォンの登場など、メディアやエンターテインメントの多様化が進むにつれて漸減の傾向が続いている。
MBSでは、「ラジオ（放送事業）とテレビ（放送事業）を兼営するからこそできたことがあるので、（今後も両事業の間で）シナジー（効果）を生み出すことが大事」との姿勢から、新・毎日放送への事業承継後もラジオとテレビの兼営体制を維持してきた。しかし、ラジオ放送事業の経営環境は上記の傾向と無縁ではなく、年々厳しさを増している。
その一方で、事業承継後に日本国内で大規模な自然災害（大阪府北部地震など）が相次いでいることや、2020年（令和2年）の初頭から日本国内で新型コロナウイルスへの感染が拡大していることなどを背景に、「詳細な地域情報を（リスナーに）提供する身近なメディア」としてのラジオの価値は見直されつつある。さらに、2010年代以降は、後述するradikoやFM補完放送（ワイドFM）を通じてメディアとしての可能性が拡大。radiko.jpプレミアムの本運用開始（2014年4月1日）以降は、本来の放送対象地域である近畿広域圏以外の地域でも、放送中の番組をradiko.jpプレミアムを通じてインターネットで同時に聴取できるようになった。
新・毎日放送は総合的に勘案して「変化に機敏に対応しながら、毎日放送ラジオが将来にわたって発展していくには、独立した会社として迅速な経営判断と機動的な業務執行を実現させることが必要で、自主独立の精神が高まることによって新しいビジネスを生み出すことも可能」「認定放送持株会社体制へ移行してからの3年間にグループ会社との連携を強めるなかで、『会社は別でもグループ内でシナジーを生んでいくことは十分に可能』という手応えをつかめた」と判断し、2020年（令和2年）5月28日に自社とMBSメディアホールディングスの取締役会で以下を決議した。
- 新・毎日放送のラジオ放送事業とテレビ放送事業および、総務省からの認可の下で保有しているラジオ・テレビ放送免許を、吸収分割方式によって2021年（令和3年）10月1日付で別々の会社に承継させる。
- ラジオ放送事業は、毎日放送ラジオ分割準備株式会社 [13]（MBSメディアホールディングスが全額を出資する分割準備会社）を2020年5月28日付で設立。吸収分割契約の締結（同年11月）、放送免許の承継などに関する許認可（2021年9月）などを経て、2021年10月1日付でラジオ放送免許と共に分割準備会社へ承継させる。
- 新・毎日放送は、テレビ放送事業とテレビ放送免許を保有したまま、2021年10月1日付でコールサインと商号を変更する[14]。

もっとも、新・毎日放送では、この計画を発表後に事業承継の前倒しを改めて検討。「（新型コロナウイルスへの感染拡大に伴う経済活動の停滞などで）長期的な経済環境の悪化が予測されるので、今後のラジオ事業の在り方を早急に固めながら、（経済環境の悪化に向けて）対策を立てていく必要がある」との認識の下で、「独立した新しい会社で2021年秋の改編に向けて準備するのが相応しい」と判断し、事業承継の期日を当初の計画より半年早い2021年4月1日に繰り上げた。同日付で分割準備会社の商号を「株式会社MBSラジオ」に変更することも決定。新・毎日放送については、「株式会社毎日放送」の商号を引き続き使用することになった 。
総務省は2021年（令和3年）3月10日に、株式会社毎日放送が保有するラジオの中波（AM）放送と超短波（FM）補完放送の免許について、「毎日放送ラジオ分割準備株式会社」（社名は同日時点）が4月1日付で承継することを総務大臣の武田良太名で許可した。承継日の2021年（令和3年）4月1日以降は、日本の広域圏（近畿広域圏、関東広域圏、CBCラジオの放送対象地域である中京広域圏）から、テレビ・ラジオ兼営局が完全に消滅。近畿地方におけるテレビ・ラジオ兼営民放局が、京都放送（KBS京都＝本来の放送対象地域はテレビ：京都府、ラジオ：京都府・滋賀県）だけになった。
毎日放送からラジオ放送免許を引き継いだ2021年（令和3年）4月1日には、テレビ単営局へ移行した毎日放送が午前0:00にデジタルテレビ放送のコールサイン変更を告知した一方で、株式会社MBSラジオではこの時点で免許承継関連のアナウンスを放送に一切挿入しなかった。しかし、株式会社MBSラジオとしては最初の生放送番組であった『あどりぶラヂオ』のオープニング（2:00過ぎ）に、当日のパーソナリティであった上泉が「今日からMBSラジオが発足した」の表現で分社化をリスナーに初めて伝えた。

### 分社化に伴う主な変更・影響
毎日放送でラジオ放送事業全般を統括していた「ラジオ局」は、2021年（令和3年）4月1日付の社内組織改編を機に廃止。株式会社MBSラジオでは、毎日放送ラジオ局の業務を「コンテンツデザイン局」と「オーディオビジネス局」で承継するほか、経営管理室と東京支社を独自に設けている（ラジオ番組の制作についてはコンテンツデザイン局内の「プロデュースセンター」が担当）。「Mラジ」（エムラジ）の略称を新たに使用するほか、コーポレートカラーに空色を採用した（毎日放送では2011年（平成23年）9月1日からテレビ・ラジオ共通で使用してきた黄緑色を継続）。
その一方で、毎日放送に新設された「経営戦略局」からの出向者を役員（取締役）として迎え入れたほか、毎日放送入社前（アミューズのマネジャーとして嘉門タツオを担当していた時期）の『MBSヤングタウン』（嘉門がパーソナリティを務めていた火曜放送分）で「チロリン」と呼ばれていた浜田尊弘（毎日放送取締役、中途採用扱いで入社後にラジオ局のプロデューサーなどを歴任）がMBSラジオの初代代表取締役社長を兼務している。浜田は、初代社長への就任に先んじて、主な放送対象地域である関西地方へ根差した番組の制作を前提に「脱ラジオ」と方針を提示。自社制作番組の世界観に対する共感を日本全国に広げることを意識しながら、番組関連イベントやYouTube公式チャンネルからの番組コンテンツ配信の有料化など、ラジオ放送事業のあり方を既成概念にとらわれることなく徹底的に検討する姿勢を示している。
株式会社MBSラジオは放送法第6条第1項の規定に沿って、放送番組審議会（番組審議会）が毎日放送と別に設けられた。このため、2020年度まで毎日放送の番組審議会が担っていたラジオ番組の審議は、2021年4月からMBSラジオの番組審議会が担当（初回の審議番組は『ありがとう浜村淳です』）。分社化の前から使われているMBSラジオの公式サイトに「MBSラジオ番組審議会」のページを新たに加え、ラジオ番組に関する審議内容の報告の場も、『MBSマンスリーリポート』（毎日放送の広報・自己批評番組で原則として毎月第1日曜日早朝に事前収録で放送）から『かめばかむほど亀井希生です!』（MBSラジオが毎日放送時代の2016年4月から毎週土曜日の早朝に生放送）内（原則として毎月最終土曜日の6時台前半）に移っている。毎日放送がテレビ単営局化後に主催・後援するイベントの告知CMをMBSラジオで流す場合は、主催・後援社のアナウンスで「MBSテレビ」名義を用いる。
初代社長の浜田は、2021年6月24日付で毎日放送の取締役を退任したことを機に、株式会社MBSラジオの経営へ事実上専念。2022年度からは、毎日放送と別に、総合職の新卒採用を始めている。2022年5月に、毎日放送時代の1983年4月から2期の延べ8年間『MBSヤングタウン』のパーソナリティを務めた根本要（スターダストレビュー）を「Mラジ1周年PR大使」に任命。2023年の4月改編からは、「らいよんチャン（毎日放送のステーションキャラクター兼『よんチャンTV』の番組キャラクター）が小さい頃から愛用しているぬいぐるみ」設定の「らじおんチャン」を、MBSラジオ初の単独ステーションキャラクター（「Mラジ公式キャラクター」）として使用している。

## 沿革
分社化前の放送局としての沿革は毎日放送#年表を参照。ここでは現行運営会社の株式会社MBSラジオの沿革を記載する。
- 2020年（令和2年）
  - 5月28日
    - 毎日放送のラジオ放送事業をMBSホールディングス傘下の子会社にすることを、この日の毎日放送とMBSメディアホールディングスの取締役会で決議。
    - この決議を受け、同日にMBSメディアホールディングス傘下の「毎日放送ラジオ分割準備株式会社（現在のMBSラジオの前身）」を設立。

  - 11月 - 毎日放送とMBSホールディングスとの間で、吸収分割契約を締結する。
- 2021年（令和3年）
  - 3月10日 - 毎日放送が保有するラジオの中波（AM）放送と超短波（FM）補完放送の免許について、「毎日放送ラジオ分割準備株式会社」（社名は同日時点）が4月1日付で承継することを、総務省から許可を得る[17]。
  - 4月1日
    - 社名を現在の「株式会社MBSラジオ」に変更。
    - 毎日放送が所有していたラジオの中波（AM）放送と超短波（FM）補完放送の免許を継承。
    - ジャパン・ラジオ・ネットワーク（JRN)と全国ラジオネットワーク（NRN）に、毎日放送と入れ替わりに加盟。
- 2023年（令和3年）3月17日 - 毎日放送のキャラクター「らいよんチャン」の姉妹キャラクターとして、MBSラジオ初のキャラクター「らじおんチャン」が登場。この日同社の翌月（4月）の番組改編の会見に於いて発表する[20][21]。

## 送信状況

### 送信所
| AM放送 | AM放送  | AM放送     | AM放送                                     | AM放送                                                                           |
| 親局   | 周波数  | 空中線電力 | 所在地                                     | 備考                                                                             |
| ------ | ------- | ---------- | ------------------------------------------ | -------------------------------------------------------------------------------- |
| 大阪   | 1179kHz | 50kW       | 大阪府高石市西取石6丁目6-45 （鴨公園南方） | MBS本社に予備送信所がある(1kW)                                                   |
| FM放送 |         |            |                                            |                                                                                  |
| 中継局 | 周波数  | 空中線電力 | 所在地                                     | 備考                                                                             |
| 生駒   | 90.6MHz | 7kW        | 大阪府東大阪市山手町2028                   | 実効輻射電力11kW MBSテレビがアナログ放送時代に使用していた鉄塔をラジオ大阪と共用 |

#### 送信所工事による深夜の放送休止
通常の放送は原則として毎週日曜深夜に当たる月曜日未明の午前2時から午前5時まで放送休止枠を設けており、この時間帯は高石ラジオ送信所あるいは各種放送設備の大規模な改修工事でない限りはフィラー音楽を放送している。プロ野球シーズンでのプロ野球ナイター中継による試合時間による延長によっての後続番組の放送時間開始の遅延による放送休止時間の遅延または終夜放送、年末年始や年2回行われる聴取率調査期間などの特例により終夜放送となる日もある。長らく月曜日の朝の放送は5:00→4:55（4:53にオープニング）が放送されていたが、2022年度上半期編成の基本の休止枠は、2:00-5:15（実際は5:13にオープニングとなった。他の曜日についても5:00基点が5:15基点（土曜日は4:40、日曜日は4:30。新聞番組表は5:00を基点としている）に変更された。
2007年1月8日 - 2月11日に、本局の毎日放送高石ラジオ送信所の工事（送信所のアースワイヤーの交換）のため、終夜放送を休止した。この期間の放送休止時間帯は次の通り。
- 日曜 - 木曜深夜（月曜-金曜未明）0:25 - 4:30
- 金曜深夜（土曜未明）0:25 - 4:55
- 土曜深夜（日曜未明）0:55 - 5:00

工事の間は、月曜 - 木曜の21:00 - 23:55の『ナニワ音楽ショウ』と金曜 21:00 - 23:55の『U.K. BEAT FLYER 1179』が、それぞれ21:00 - 23:20の放送となり、『MBSニュース最終便』以降の番組が繰り上げて放送されたが、『ぷらっと☆ホーム』と『ラジオの達人』などが工事期間中は休止された。2月12日未明から通常通りの終夜放送を再開した。

### AM放送
在阪民放AM局共通して言えることだが、中国・四国地方・東海地方 へスピルオーバーが大きいが、放送対象地域内の近畿地方は中継局が1997年から2023年まで京都市に設置されていた京都中継局1局のみで、近畿北部・近畿南部は受信状態が貧しく、近畿中部も一部地域は受信状態が貧しい。
出力が50kWと高く、夕方から翌朝にかけて電波が電離層に反射され、首都圏、中京圏、北陸地方、九州地方に電波が届くため遠距離のリスナーも少なくない。夜間は、LuckyFM茨城放送水戸本局の1197kHzや、KBSワールドラジオ・KBS韓民族放送第2放送の1170kHzと混信する場合がある。
1980年代、ラジオ送信所の深夜工事実施時に（当時の）演奏所である毎日放送千里丘放送センターにあった予備送信所から直接1kWの減力放送を行っていたことがある。ベリカードも減力放送バージョンが制作・交付された。2023年9月現在の予備送信所は本社に設置されている。千里丘から本社（演奏所）が茶屋町に移転した後から近年までは予備送信所は毎日放送千里丘ミリカセンター内に設置されていた。予備送信所が本社内に移転した時期は不明である。
送信機はNECのPWM-AM送信機（MBT-8000シリーズ）を用いるが、一時期予備機としてNECのデジタルAM送信機（MBT-9000シリーズ）をニッポン放送に先駆けて1990年代に臨時に設置し、試験放送にも使用した。2010年2月28日まで使用される送信機はAMステレオタイプであること以外公表されていないが、2010年3月1日からモノラルタイプに変更された。番組制作・CM制作・番組搬入用の録音メディアとしては、2000年代後半にPro-MOを積極的に採用している。
親局・京都局ともにAMステレオ放送を実施していたが『2010年2月28日にAMステレオ放送を終了し、送信機更新工事後の3月1日から従前のモノラルに戻す』旨が公式サイトで発表され、理由は「送信機更新にあたり、AMステレオ放送維持に必要な装置が既に生産終了となっており、メンテナンスの保証が不可能となった為」としていた。2月28日深夜（3月1日未明）に放送を終了し、東京・大阪の二大都市圏で初めてAMステレオ放送の運用を終了した。
2018年7月29日（28日深夜）午前3時半頃から午前6時10分まで、台風12号の影響で高石送信所に落雷があり送信塔の真下にある絶縁パネルがショートしたため、約2時間半AM放送が停止した。落雷による放送停止は同社が1951年にラジオ放送を開始して以来初めてのことであった。記録に残る放送停止は、2010年3月の人為的なミスによる約1分9秒のみである。茶屋町の本社にある予備送信所（出力1kW）を使用して代替放送したが、電波は大阪市内と北摂地域周辺にしか届かなかったと見られる。放送エリアである近畿地方の大半で「聞こえていなかったと思われる」とMBSは説明した。
2023年7月28日、インターネットラジオのradikoの普及やFM補完中継局（ワイドFM）により、京都市内でも良好に聴取できることにともない、同年10月29日の放送終了後に京都中継局を廃局にすることをMBSラジオを含む在阪ラジオ局3社共同で発表し、29日26:30（30日2:30）の放送終了をもって廃局した。

### ケーブルテレビ局への無料再送信
2011年秋から、大阪市内でケーブルテレビサービスを提供するJ:COMの一部エリアを対象に、データ放送の音声送信機能を利用したコミュニティチャンネルによるラジオ放送再送信の実証実験を実施。大都市圏では初の試みで、MBSラジオでも実験を告知するスポットCMを随時放送していた。2012年4月23日から大阪府・兵庫県・京都府・和歌山県のJ:COMエリア全域で、コミュニティチャンネル（12チャンネル）のデータ放送を利用した全日無料再送信を本格的に実施。2013年7月から2015年3月まで、J:COM関西と共同制作番組『魁!!なすなか塾』を、MBSラジオ・J:COM関西コミュニティチャンネル（11チャンネル）の双方で放送していた（2015年4月以降はJ:COM関西の単独制作・放送へ移行）。

### radiko
2010年3月15日から、ほかの在阪ラジオ5局と共同でインターネットでのサイマル放送「radiko」を試験的に開始した。11月30日までは配信エリアを大阪・京都・兵庫・奈良の2府2県に、12月1日から滋賀県・和歌山県 を加えた関西2府4県のみに制限しながら、他の在阪民放ラジオ局とともに本格的な運用へ移行した。
2014年4月1日から運用を開始した「radiko.jpプレミアム」は、関西地方の「radiko」参加局で唯一、開始時からの参加を見送った。その一方で、運用開始の直後から、「参加について様々な検討を行っている段階」として今後の参加に含みを持たせていた。8月11日には「radikoプレミアム向けの音源配信を、9月1日（月曜日）の12:00頃から開始する」という予定を発表していたが、実際にはこの予定より早く、9月1日の11時台（当時は平日のランチタイムに編成されていた生ワイド番組『上泉雄一のええなぁ!』の放送中）から配信を開始した。放送局記号は「MBS」。
radikoプレミアムでの配信を始めた時点では、『アッパレやってまーす!』の木曜日と『テゴマスのラジオ』（いずれも当時のジャニーズ事務所に所属していたタレントがパーソナリティを務める自社制作の深夜番組)と、NTTドコモのCMが配信の対象から外れていた。当該番組・CMの配信に際してはフィラー用の音源を充てることで対応していたが、後に（ジャニーズ事務所のタレントが出演する番組については2018年4月から）配信を解禁している。
2016年10月11日正午からradikoで「タイムフリー聴取サービス」（放送済み番組の音源を放送日から1週間限定で再生できるサービス）の実証実験が始まったことを機に、公式サイトを同サービスに対応した内容へリニューアル。当日放送された自社制作番組での主な発言・出来事やキャンペーン（「MBSラジオ　スペシャルウィーク」など）に関する情報を、トピックス形式の記事で紹介している。同年11月からは、「スマートニュース」上に公式チャンネルを開設。上記の記事を配信するほか、radikoへのリンクを付けている。
2023年12月31日（日曜日）までは、2時間以上にわたって放送していた生ワイド番組やスポーツ中継の同録音源を、一部の番組（「夕方もポチっとMラジ」枠の生ワイド番組など）を除いて「タイムフリー聴取サービス」向けにそのまま提供していた。このサービスには1番組当たりの再生可能時間に「3時間」という上限を設けているため、翌日（2024年1月1日）の早朝（5:00）以降に2時間以上放送されていた番組に対しては、「同録音源を基本として1時間ごとに分割したうえで個別に配信する」との措置が一斉に為されることになった。同年3月まで平日の8:00 - 10:00に放送される予定の『ありがとう浜村淳です』（平日版）を例に取れば、同年の初回（1月1日放送分）から、配信対象の音源を「8:00 - 9:00」と「9:00 - 10:00」に分割。2023年10月から平日の5:50 - 8:00に放送されている『上泉雄一のええなぁ!』では、2024年の初回（1月1日に放送された2023年12月収録の「男しゃべりなお正月 フリーアナウンサー大集合スペシャル」）から、配信対象の同録音源を「5:50 - 7:00」と「7:00 - 8:00」の2本に分割している。もっとも、2時間以上にわたって放送された事前収録番組では、このような措置が一律には講じられていない。

### FM補完放送（ワイドFM）
毎日放送では、AM放送のサービスエリア内における難聴・災害対策を目的に、総務省へFM補完放送（ワイドFM）の免許を申請。その結果、朝日放送（ABC）・大阪放送（ラジオ大阪・OBC）と共に、2015年7月27日付で予備免許を交付された。
予備免許の交付後は、試験電波の発射を経て、2016年2月29日付でABC・OBCと共にFM補完中継局本免許を交付。3月19日の12:00に編成する『ほんまもんのワイドFMをハッキリ愛して』（MBS・ABC・OBCの共同制作・同時生放送による特別番組）から、従来のAM放送と並行しながら、関西地区のラジオ局では初めて生駒FM補完中継局からの本放送を開始した。
周波数は90.6MHzで、大阪府のほぼ全域と兵庫県・京都府・和歌山県・奈良県の一部をサービスエリアに設定。2015年入社のアナウンサー・玉巻映美が、MBSラジオの「ワイドFM大使」として、ABC・OBCの番組やPRイベントにも登場している。
MBSラジオでは、本放送開始前の2016年2月（当時の社名は毎日放送）から、「MBSラジオはFA宣言!!」 を単独で展開。このキャンペーンに向けて製作されたポスターには、周波数（90.6）にちなんで、当時阪神タイガースに在籍していた髙山俊（背番号9）・大和（背番号0）両選手と金本知憲監督（背番号6）を起用していた。2016年は新日本放送時代の開局から通算で65周年に当たっていたこともあって、毎日放送では、ワイドFM対応でLEDライト内蔵のポータブルラジオにMBSラジオオリジナルの付属品を入れたセットを完全受注生産方式で提供。本放送開始の直前に希望するリスナーから抽選で進呈していたほか、ラジオショッピングや自局で運営するショッピングサイトを通じて数量限定で販売した。なお、販売終了後は、90.6MHzのみ受信できるオリジナルのバッチ型ラジオ（通称「MBS906オンリーのバッチラジオ」）を製作。自社制作番組のノベルティグッズやリスナー向けプレゼントに用いられたほか、主催や関与するイベントで数量限定の無料配布を実施した。
2016年4月改編では、ワイドFMの周波数から月 - 土曜日の深夜（火 - 日曜日の未明）に編成する音楽系の番組に、「MMZ（MBS-FM MUSIC ZONE）906!」と共通のタイトルを冠した。10月改編から「MBS +music」（毎日放送全体の音楽系番組・イベントコンセプト）と統合して、「906」を残しつつも「+music 906!」（放送上のサウンドロゴは「MBSラジオは+music」）に改めた。株式会社MBSラジオは、ラジオ放送事業の本格稼働後も「MBSラジオは+music」を半年間使用したが、2021年10月期の大規模な番組改編を機に「ポチっとMラジ」へ置き換えている。

#### FM補完中継局の親局化構想
毎日放送時代の2019年には、同局が加盟する日本民間放送連盟がFM補完中継局制度を見直す方針を公表。連盟に参加するAM放送事業者（民放AM局）が2028年までにAM放送免許の更新時期を迎えることを踏まえて、民放AM局独自の経営判断でAM放送からFM放送へ転換（またはAM・FM放送の併用）が可能になる制度の整備を求める要望書を、総務省が設置する「放送事業の基盤強化に関する検討分科会」に提出した。総務省も2020年10月に『民間ラジオ放送事業者のAM放送のFM放送への転換等に関する「実証実験」の考え方』を公表したことから、民放AM47局で組織する「ワイドFM（FM補完放送）対応端末普及を目指す連絡会」では、（MBSラジオ・朝日放送ラジオ・大阪放送の在阪3局を含む）44局が2028年秋までにFM局への転換を目指していることを2021年6月15日に発表した。この発表の時点では、AM局からFM局への転換（従来のFM補完中継局の親局化）で「従来のAM放送を停波する」パターンや「従来のAM放送を補完的に活用する（FM・AM併用）」パターンが想定されているが、MBSラジオからは親局化の時期や具体的な計画が明らかにされていない。

## アナウンサー
毎日放送では、株式会社MBSラジオへのラジオ放送事業移管・テレビ単営局への移行と同時に、2021年4月1日付の社内組織改編で「総合編成局」を新設。テレビ・ラジオ兼営局時代に単独で運営していたアナウンスセンター（アナウンサーの管理部署）を総合編成局に組み込んだ。その一方で、株式会社MBSラジオではアナウンサーを独自に採用していないため、毎日放送総合編成局アナウンスセンター所属のアナウンサーが「MBSアナウンサー」としてラジオ番組への出演を続けている。アナウンスセンターでは兼営局時代から所属アナウンサー（主にスポーツアナウンサー）をGAORA（CSデジタル放送サービスを運営する関連会社）の番組にも出演させているため、「『MBSアナウンサー』が地上波テレビ・CS・ラジオの3波で番組に出演できる」体制は、株式会社MBSラジオの発足後も維持されている。
MBSラジオは2022年度から新卒向けの社員採用活動を始めているが、募集対象の職種は総合職（ラジオ番組の編成・制作・広告営業やイベント関連の業務へ従事する社員）のみで、アナウンサーを専門職扱いで独自に採用しない。毎日放送のアナウンサーは、2022年度以降もMBSラジオ制作の番組に「MBSアナウンサー」として出演している。

## 時報
1978年から1980年代の初頭までは、小林脳行が時報のスポンサーに付いていた。小林脳行は1984年に倒産（翌1985年に営業権を小林製薬へ営業権を譲渡）していたが、倒産の前後から2012年12月31日24時（2013年1月1日0時）までは、めいらく（スジャータ）のCMが時報の前に流れていた。
「スジャータ」のCMは、収録時期の古い旧版と、後に収録された新版に大別される。MBSラジオでは、時報が流れる時間帯のうち、1時・4時・7時・10時のみ旧版のCMを放送していた（それ以外の時間帯には新版）。1990年代中盤には一時、「スジャータ・IFCコーヒー」のCMも放送。2011年10月1日からは、新版に子供のコーラスを追加したバージョンも流れていた。めいらくはMBS以外にも、HBCラジオ（北海道）・TBCラジオ（宮城県）・文化放送（関東広域圏）（日曜日を除く）・CBCラジオ（中京広域圏）・RKBラジオ（福岡県）でも同様の時報CMを放送していた。しかし、2012年12月31日の24時で、一斉に時報前のCMを終了した。
2013年1月1日1時の時報からCBC・QR・RKBとともに、めいらくの単独提供をユニー・サークルKサンクス（いずれもユニーグループ・ホールディングス傘下で、現在のユニー・ファミリーマートホールディングス）による共同提供へ移行。奇数時にはサークルKサンクス（現・ファミリーマート）単独のCM、偶数時には「アピタ・ピアゴ」 か「アピタ・ピアゴ・サークルKサンクス（現・ファミリーマート）のスタイルワン」名義のCMを2014年3月31日までそれぞれ流していた。
ユニー・サークルKサンクスが地元・CBC以外のラジオ局の時報CMの提供から撤退した2014年4月1日からは、MBSの独自制作によるヤマダ・エスバイエルホーム のCMを、時報前に放送。高井美紀・田丸一男・松川浩子・松本麻衣子・河本光正（いずれも毎日放送アナウンサー）によるアナウンスの音源を、交互に使用していた。
2014年10月1日から、時報のスポンサーを、大阪市北区に本社を置くECCに変更。時報CMでは、「ECCジュニア」を実際に受講している渡邉このみ（MBSの地元・大阪府出身の子役俳優）や、高校生時代にアメリカへ留学していた野嶋紗己子（2019年4月から2023年12月までアナウンサーとしてMBSに在籍）などが英語を披露していた。なお、時報スポンサーの変更を機に、時報アナウンスも「○時をお知らせします」から松本の声による「○時です」に変更。2024年1月以降の時報CMでは、森本栄浩・上田悦子・三ツ廣政輝（いずれもMBSアナウンサー、森本は嘱託扱いの「シニアスタッフ」）が発した日本語のフレーズに続いて、ネイティブスピーカーが声を当てた英訳が流れている。さらに、メジャーリーガーの大谷翔平がロサンゼルス・ドジャースと契約した2024年からECCの「ブランドアンバサダー」を務めていることを背景に、大谷が出演する時報CMも随時放送。
2017年4月改編から2021年3月31日まで、大半の時間帯 で、「Thank you! Happy today!～MBSラジオのうた～」のサビをアカペラで歌った音源 を時報に続いて流していた。「株式会社MBSラジオ」へのラジオ放送事業移管初日（2021年4月1日）から2024年9月29日までは、「ポチっとMラジ」のキャッチフレーズを設定したことに伴って、松本が幼児に扮した声で「ポチっと（ポチっと）ポチっとMラジ（ポチーっ!）」と連呼する音源に変更している。(2024年9月30日からは時報のみ流している。)

## 番組編成と聴取状況

### 新日本放送→毎日放送のラジオ放送部門時代
開局以来長らく、聴取率で朝日放送ラジオ（ABC）の後塵を拝していた。ABCの人気番組に自社制作が多かったのに対し、MBSはほとんどが東京のTBSラジオか文化放送制作の番組であった。とりわけJRN発足前後（1964年 - 1966年）は日中ずっとTBSラジオの番組をそのまま放送していたこともあり、在阪局最低の聴取率にまで落ち込んでいた。
『ありがとう浜村淳です』『ごめんやす馬場章夫です』などの生ワイド番組を中心に、ローカル向けの編成へ徹し始めた1970年代から、聴取率が着実に上昇。これ以降、歌謡曲のリクエスト番組が多い朝日放送ラジオとトーク・バラエティー番組が多いMBSラジオとの間である程度棲み分けが存在していた。1980から1990年代後半まで全日の視聴率で在阪局首位となり2000年代の中盤まで続いた。
1999年に、全曜日で放送する『MBSヤングタウン』（略称『ヤンタン』）の放送曜日を土・日曜日に縮小した（平日では2018年度から金曜日のみ復活）。平日帯の生ワイド番組で長年にわたって人気と好評を得てきたパーソナリティのうち、川村龍一、諸口あきら、馬場章夫が勇退。当時毎日放送のアナウンサーだった角淳一も、体調不良や『ちちんぷいぷい』（テレビ番組）初代メインパーソナリティへの異動（2011年9月まで担当）でラジオ番組へのレギュラー出演を終えた。後継番組では角以外のアナウンサー経験者（OBの近藤光史・子守康範・野村啓司、現役の上泉雄一・松井愛など）がパーソナリティに起用されているが、現在も平日深夜時間帯やナイターオフシーズンを中心に、在阪FM各局（FM802やエフエム大阪など）に押されている。特に平日深夜ではFM802開局後、勢いに乗るFM802とそれに対抗するエフエム大阪の熾烈な争いによって若年層のリスナーがFMに流出したため、『ヤンタン』平日放送の一時休止前後から番組路線や編成がたびたび変わっている。
平日昼間時間帯も、在阪局の聴取率で常に上位へ食い込む『ありがとう浜村淳です』以外は、苦戦を強いられていた。日曜早朝に放送されていた『勝谷誠彦の志ジャーナル』（番組は終了）や、平日午後の『こんちわコンちゃんお昼ですょ!』（近藤光史の冠番組）が高い聴取率を記録したが、昼間もFM局に劣勢である。
『ヤンタン』など、芸人・アイドル・タレント・歌手・声優ら様々なジャンルの出演者を同じスタジオに集めてトークをさせるバラエティ番組を作り続けている。97年秋に開始した『オレたちやってま〜す』以降はさらに人数を増やす傾向が見られ、99年秋に『オレたちXXXやってま～す』として帯番組にして以降は番組内での出演曜日シャッフルも見られるようになる。その後も人数や構成の変動はあれど、「芸能界の中でも接点の少ないジャンルのタレント同士が一堂に会してトークを繰り広げる番組」のコンセプトは引き継がれ、2007年春から『イマドキッ』シリーズ、2009年春から『オレたちゴチャ・まぜっ!』シリーズ、2021年秋から『アッパレやってまーす!』がそれぞれ放送されている。新型コロナウィルスによるパンデミックの際であってもスタジオ人数を大幅制限しながらもリモートを活用しながら放送を維持。『オレたちゴチャ・まぜっ!〜集まれヤンヤン〜』はその形態を残している。
2009年4月は、自社制作番組を編成してきた平日の深夜帯にJRN・NRN系の箱番組を組み込むなど、大規模な番組改編を実施。放送枠の拡大・移動分を含めて、改編率は局史上最大の53%となる。改編語最初（同年6月）の聴取率調査では、ABCを抜いて、初めて在阪局の単独首位に立った。ABCでは、調査直後の7月改編で自社制作番組を大量に終了。平日は深夜帯と夜間に東京発のJRN・NRN同時ネット番組が並ぶ。MBSは同年10月の改編で、自社制作番組の比率を高い水準で維持。2010年の10月改編で番組改編率が過去最低の13.8%にとどまった。平成時代最後の2019年4月改編の時点で、自社制作番組は97.2%である。
スポーツ中継は近年『MBSベースボールパーク』が好調な一方で、プロ野球以外の伝統的なスポーツイベントの中継体制を徐々に縮小している。かつて大阪府大会の決勝（または全国大会1回戦）から全国大会決勝まで完全生中継を実施していた全国高等学校ラグビーフットボール大会では、2007年度から2017年度まで全国大会準決勝・決勝のテレビ中継（決勝のみ全国ネットで放送）に限っていたが、2018年度のみ深夜枠での録音放送ながら準決勝・決勝のラジオ中継を再開。2019年度の中断を経て、第100回の記念大会として開催された2020年度に決勝の生中継を17大会振りに放送した。
京阪神地区の聴取率調査の対象期間（以前は4月・6月・10月・12月→2014年以降は6月・12月中の1週間）には、令和時代最初の調査期間の2019年6月まで、「MBSラジオ　スペシャルウイーク」と称するキャンペーンを展開。番組単位でリスナーにプレゼントや、特別なゲストを迎えたほか、ホテルニューアワジの特別な宿泊プランにリスナーを抽選で招待する全局規模のプレゼント企画を実施した。2019年12月の調査週間は「MBSラジオ　ドリームウィーク」にリニューアル。リスナープレゼントを前述した全局規模の企画に集約させるなど、番組単位での特別企画を縮小した。新型コロナウイルスへの感染が世界規模で拡大している2020年6月の調査週間では、全局規模のリスナープレゼントやキャンペーン名称の使用を見合わせていたが、同年12月の調査週間から「MBSラジオ ドリームウィーク」を復活。
聴取率で首位を奪回して以来、生ワイド番組と同時放送形式でテレビCMを流すなどの積極姿勢に転換。2012年には、4月・6月の調査で、対象区分（6時 - 18時・6時 - 24時・5時 - 29時）全てが在阪局の首位となる。2001年6月にビデオリサーチが自主調査を開始してから初めて、2期連続で全時間区分での首位を達成した。CMセールスのシェアは1999年から在阪5局のトップを維持している。
毎日放送グループ（MBSメディアホールディングスの完全子会社）の株式会社MBSイノベーションドライブは、2019年5月20日にRadiotalk（同名のフリートークアプリを無料で提供している株式会社）との間で資本・業務提携を締結した。同年7月改編以降に放送を開始した自社制作番組の一部は、このような提携を背景にRadiotalkと連動している。

### 株式会社MBSラジオへのラジオ放送事業移管後
移管後最初の（2021年4月）改編は、後述する事情で日曜午前帯（7 - 10時台）の番組編成を大幅に変更した。
2021年10月に、『開局70周年の秋 MBSラジオが新生する!～過去最大の改編率でMラジの新たな歴史が幕を上げる!!～』をキャッチフレーズに、毎日放送時代を含めても過去最大の規模とされる番組改編を実施。『ヤンタン』の全日（週7日）放送を22年振りに再開した一方で、平日早朝の生ワイド番組（『レイディオ・ゴー!』『子守康範 朝からてんコモリ!』）や、定年で退職する神津梓が毎日放送時代からプロデューサーを務めてきた東京支社制作の深夜番組から一部（『ザ・ヒットスタジオ』など）を終了させた。さらに、『上泉雄一のええなぁ!』の放送枠を夕方から早朝（『てんコモリ!』枠）へ移動（2019年の10月改編で終了していた金曜日での放送も復活）させたことに伴って、「夕方もポチっとMラジ」と称する15:00スタートの番組レーベル枠を新たに設定。曜日別のパーソナリティによる生ワイド番組（当該項で詳述）を同レーベルの月 - 木曜分、『福島のぶひろの、金曜でいいんじゃない?』（2019年10月から『ええなぁ!』の金曜夕方枠を継承している生ワイド番組）を金曜分に組み込んだ。この編成に伴って『金曜でいいんじゃない?』と前枠2番組（『松井愛のすこ～し愛して♥』『こんちわコンちゃんお昼ですょ!』）の放送時間を30分ずつ繰り上げる一方で、『ありがとう浜村淳です』（平日版）の放送枠を30分短縮した結果、平日の早朝（『ええなぁ!』）から「夕方もポチっとMラジ」枠までの生ワイド番組を正時（6:00、8:00、10:00、12:00、15:00）スタートに統一。午後（12:00以降）に限れば、通常編成における放送開始時刻が朝日放送ラジオの生ワイド番組枠（「ABCパワフルアフタヌーン」枠と『ウラのウラまで浦川です』／『岩本・西森の金曜日のパパたち』）と完全に一致するようになった。他の時間帯でも自社制作番組の終了・放送枠移動が相次ぐなど、全体の改編率は76.1%にまで到達。生ワイド番組に1コーナー扱いで内包している「MBS交通情報」では、内包先番組の出演者が冒頭で日本道路交通情報センターの担当職員を紹介する際の呼び方を、「日本道路交通情報センターの○○（担当者の氏名）さん、お願いします」から「日本道路交通情報センターさん、お願いします」（または「日本道路交通情報センターからお伝えします」）に変更している。
2022年には、プロ野球シーズンに対応した4月編成で、火 - 金曜日に長年設定していたナイトゲーム中継の前座コーナー・前座番組枠（2021年は火 - 木曜日：『まだまだええなぁ! もうすぐベースボールパーク』／金曜日：『もうすぐベースボールパーク』）を大幅に縮小（火曜日で阪神のナイトゲームを自社制作で中継する場合にのみ「夕方もポチっとMラジ」枠内で放送）。月 - 金曜日は放送基点を5:00から5:15まで繰り下げたことによって、火 - 金曜日は未明からの生放送番組（火曜日：『Mタウン』『NAOTOの月イチな音』／水 - 金曜日『Mラジ Music Treasure』）の放送枠を5:15にまで拡大している。月・火曜日は、7月第1週から12月最終週まで『尼のよりんの朝の説法千本ノック』（自社制作による事前収録番組）を5:00 - 5:15に編成していたため、この期間のみ放送の基点を再び5:00に設定していた。
2023年の4月には、『MBSヤングタウン』が放送の開始から55年目、『ありがとう浜村淳です』シリーズが50年目に突入。同月24日の『MBSマンデースぺシャル』では、新日本放送初代放送部長時代の小谷の足跡を中心に、開局前後の状況を当時のアーカイブ音源（坂本登志子による第一声やリスナー参加の公開収録番組『浪花節天狗道場』『19万円の質問』『素人ものまねコンクール』）や再現ドラマなどで紹介する特別番組「福島のぶひろの、おもろいが生まれた日」が放送された。その一方で、新日本放送時代の1952年9月から全国の民放ラジオ局に先駆けて放送を開始した「歌のない歌謡曲」（2021年10月以降は『上泉雄一のええなぁ!』の生放送に内包）は、71年後の2023年9月29日（金曜日）にMBSラジオの放送を終了（当該項で詳述）。2023の10月からは、『上泉雄一のええなぁ!』の放送開始時刻を5:50に繰り上げている。
その一方で、2023年に入ってからは、ジャニー喜多川（ジャニーズ事務所の創設者）による所属タレントへの性加害問題が表面化。ジャニーズ事務所は、この問題に関する補償業務に専念すべく、タレントのマネジメントや育成に関する業務を継承させる会社（STARTO ENTERTAINMENT）を同年10月に設立した。MBSラジオでは、ジャニーズ事務所や関連会社に当時所属していたタレントのうち、毎日放送（テレビとの兼営体制）時代から自社制作番組にレギュラーで出演していた城島茂（TOKIO）やAぇ! groupの起用を継続。その一方で、「性加害の被害者に対する補償の状況を注視する」という方針を示しながら、（ジャニーズ事務所の出身者を含む）STARTO ENTERTAINMENT社の所属タレントを自社制作の番組へ新たにレギュラーで出演させること（新規起用）を2024年度の上半期まで見合わせていた。Aぇ! groupのメンバーは『MBSヤングタウン』の平日放送再開当初から水曜分のパーソナリティを週替わりで務めているが、MBSラジオでは性加害問題の表面化を受けて、水曜分における放送上のタイトルを『関西ジャニーズ　Aぇ! groupのMBSヤングタウン』から『Aぇ! groupのMBSヤングタウン』に変更している。
なお、「アリスのメンバー」として2018年4月から他のメンバー（堀内孝雄・矢沢透）と揃って『ヤングタウン』金曜版（『アリスのMBSヤングタウン』）のパーソナリティを務めていた谷村新司は、病気の療養に伴う2023年3月下旬からの休演を経て同年10月に74歳で逝去。毎日放送からの定年退職（2008年6月）・同局との専属パーソナリティ契約期間満了（2013年9月）以降もMBSラジオで複数の収録番組を担当してきた野村啓司は、最後の担当番組であった『人生という宝物』（2012年1月から毎週日曜日の17:45 - 18:00に放送されている事前収録番組）を2024年3月3日放送分への電話出演をもって降板すると、同年3月12日に75歳で急逝した。野村は体調が優れないことを2021年から公表していたため、『人生という宝物』では、毎日放送正社員時代の部下に当たる柏木宏之（2023年2月まで嘱託扱いの「シニアスタッフ」として在籍していたアナウンサー）がパーソナリティを継承。谷村の休演後も堀内と矢沢がパーソナリティを続けていた『ヤングタウン』の金曜版では、『アリスのMBSヤングタウン』としての放送を2024年3月29日で終了させたうえで、翌週（4月5日放送分）から『伊原六花のMBSヤングタウン』というタイトルで再スタートを切った。『ヤングタウン』で（派生番組や特別番組を除く）本編のレギュラーパーソナリティを女性が単独で務めることは、2024年4月以降の金曜版における伊原六花が初めてである。
2024年には『ありがとう浜村淳です』（平日版）を、放送開始から50年目に当たる3月29日（金曜日）で終了。『ありがとう浜村淳です土曜日です』（土曜版）は翌4月以降も放送を続けているが、同月の番組改編では、土曜版への集約に伴う（既存番組からの派生番組を含めた）新番組の編成や既存番組の終了・放送枠移動が相次いだ。まず、平日版の放送枠を4月1日（月曜日）から『ヤマヒロのぴかッとモーニング』（「ヤマヒロ」こと元・関西テレビアナウンサーの山本浩之をパーソナリティに起用した生ワイド番組）が引き継ぐことを受けて、2014年4月から（2021年度上半期の一旦終了→収録番組から生放送番組への移行をはさんで）断続的に放送されてきた『ヤマヒロのぴかいちラジオ』（2021年度下半期での再開後は「夕方もポチっとMラジ」の木曜枠に編成）を前週（3月28日）で終了。そのうえで、「夕方もポチっとMラジ」の木曜枠に『ミッツ・マングローブのOSAKA・ん!メガミックス』（2023年度のナイターオフ期間における火 - 金曜日夜間の生ワイド番組枠「不惑のMラジ」内で毎週木曜日の18・19時台に放送されていた『ミッツ・マングローブのかしこラジオ』からの派生番組）を充てた。その一方で、浜村は『ありがとう浜村淳です土曜日です』に加えて、『浜村淳の歌の宝石箱』（事前収録番組）のパーソナリティを新たに任されている。ちなみに、『歌の宝石箱』は4月7日から、毎週日曜日の午前5:30 - 6:00（災害・防災情報番組の『ネットワーク1・17』を前週まで編成していた時間帯）に放送。阪神・淡路大震災発災2ヶ月半後の1995年4月に放送を開始してから、2007年3月まで放送枠を土曜日の17時台に設けていた『ネットワーク1・17』では、『歌の宝石箱』の初回放送日（前述）から17時台でのレギュラー放送を日曜日で再開している。
自社制作番組へのレギュラー出演者の訃報は、2024年のナイターイン期間中も相次いでいて、2024年5月10日には近藤勝重（毎日新聞社客員編集委員）が79歳で永眠。同年の8月18日には、山本量子（『こんちわコンちゃんお昼ですょ!』金曜分のアシスタント兼『ヤマヒロのぴかッとモーニング』水曜分の初代パートナー）が、10年近くにわたる子宮頸がん・卵巣がんとの闘病の末に48歳で逝去した。近藤は、毎日新聞大阪本社社会部記者時代の1985年に『MBSイブニングレーダー』（諸口が平日の夕方帯にパーソナリティを務めていた報道・情報番組）へ出演したことを皮切りに、（テレビとの兼営体制時代に存在していた）「ラジオ報道部」制作の生ワイド番組などでニュース解説やラジオコラムを長らく担当。川柳や昭和歌謡への造詣の深さを背景に、毎日新聞社の東京本社へ異動後の2008年4月から『しあわせの五・七・五』（水野晶子が毎日放送のアナウンサー時代からパーソナリティを務める川柳投稿番組）に「師範」という肩書で東京から出演していたほか、『野村啓司の懐メロ♪ジュークボックス』（野村・水野→野村の単独進行で2024年2月まで放送されていた事前収録番組）で「近藤勝重のこだわり流行歌」という冠コーナーを任されていた。MBSラジオでは、近藤の永眠を受けて、『しあわせの五・七・五』を2024年6月いっぱいで終了。翌7月以降は、東村雅夫（まるむし商店）を水野のパートナーに迎えたうえで、『575で生き方再発見　まるっと!しあわせ川柳』を『しあわせの五・七・五』の放送枠（毎週土曜日の早朝5:00 - 5:30）に編成している。
2024年度のナイターオフ期間には、前年度の期間中の番組編成をほぼ踏襲しつつも、武川智美（毎日放送アナウンサー）がメインパーソナリティを務める『トークでパンチ　ＶＳ武川』（生放送による対談番組）が『ミッツ・マングローブのかしこラジオ』の放送枠を引き継いだ。武川はMBSラジオの数々の番組（『こんちわコンちゃんお昼ですょ!』など）でアシスタントやパートナーを長らく務めているが、冠番組をレギュラーで担当することは、テレビを含めても毎日放送の入社32年目にして初めてである。その一方で、MBSラジオでは『MBSヤングタウンNEXT』（2021年度からナイターオフ期間の火 - 木曜日21時台に編成されている生放送番組）の放送枠を金曜日の21時台にも設定。「SMILE-UP.（旧ジャニーズ事務所）による性加害被害者への補償がある程度進んでいる」との認識の下に、社内で議論を重ねた結果、STARTO ENTERTAINMENTに所属する関西ジュニアのメンバーから若干名が「新規起用」扱いで『MBSヤングタウンNEXT』の金曜分へ週替わりで出演することになった。

## ネットワーク
JRNとNRNに加盟するクロスネット局だが、報道系の取材・番組はJRNを優先する。2021年3月31日まで毎日放送がJRNとNRNに加盟したが、ラジオ放送事業の分社化に伴って、4月1日からJRNとNRNへ加盟社を「株式会社MBSラジオ」に変更している。
JRN・NRN加盟他局からのネット受け番組はABC（MBSと同じJRN・NRNクロスネット局）やOBC（NRNシングルネット局）に比べると本数が少なく、プロ野球中継以外の自社制作番組がJRN・NRNの加盟他局でも放送されることもほとんどない。一部の番組では、本編をMBSで制作する企画ネット方式（▲）で、自社制作の生ワイド番組に1コーナー扱いで内包している。
以下は2024年の10月以降に、ネット受けをレギュラーで実施している番組。
TBSラジオ（JRN）発
- 朗読のヒロバ
  - 2023年1月から『三井ダイレクト損保 presents 強くてやさしい金曜日』が放送されていた金曜日午後のJRNネットワークセールス（ABCを除くJRN加盟全局の共通）番組枠を、2024年10月から継承。
  - 上記の放送枠は『ドライバーズ・リクエスト』の途中から設定されていて、2023年3月までは月 - 木曜日にも編成。2022年10月から12月までは、『朗読のミカタ』を全曜日で放送していた。『朗読のミカタ』は、2023年1月から月 - 木曜日の放送へ移行。同年3月の第1 - 4週のみ、水曜日の放送枠を『教えてスタ弁@法テラス相談室』へ充てていた。『朗読のミカタ』が2023年3月最終週の30日（木曜日）で放送を終了したことによって、上記の放送枠のうち月 - 木曜分が消滅。『強くてやさしい金曜日』については、当初は同月までの放送を予定していたものの、実際には放送期間を2024年9月にまで延長していた。
- ネットワークトゥデイ▲
  - 『朗読のミカタ』『教えてスタ弁』『強くてやさしい金曜日』『ネットワークトゥデイ』『朗読のヒロバ』については、通常は「夕方もポチっとMラジ」レーベルの番組で内包コーナー、レーベル内の番組を放送しない日（年末年始期間など）にのみ単独番組として編成。
- ウィークエンドネットワーク▲
  - 2022年3月までは基本として、自社制作による土曜日夕方の生ワイド番組の17時台で、自社制作による定時ニュース（『MBSニュース』）に準じる扱いで放送していた。同年4月から通年で単独番組として編成するとともに、放送上の呼称を『MBSニュース』に統一。
- こども音楽コンクール▲
  - 毎年の初頭に東京都内に開催される「文部科学大臣賞授賞式・記念演奏会」については、コンクール幹事局の1つであるTBSラジオが『こども音楽コンクールスペシャル』のタイトルで制作した特別番組を時差ネットで放送。
- 明日へのエール
- 相川圭子 幸せへのメッセージ
  - 2024年4月7日より、毎週日曜日の6:50 - 7:00（TBSラジオでの放送時間から5分遅れ）で時差ネットを実施。
- ONE-J（青森放送・朝日放送ラジオを除くJRN32局ネットの生放送番組）
  - 2021年4月に放送を開始してから、2024年3月までは『地方創生プログラム ONE-J』というタイトルで放送。

CBCラジオ（JRN）発
- ナキワラ!全国ライブ（毎年1月下旬放送）

中国放送（JRN/NRN）発
- 天皇盃全国都道府県対抗男子駅伝競走大会（JRNネット扱いの中継）
  - 新型コロナウイルス感染拡大の影響で大会が中止された2021年・2022年には、『原晋のふるさとおしゃべり駅伝』（大会中継の代替番組）を同時ネットで放送。

ニッポン放送（NRN）発
- お早うネットワーク▲（『上泉雄一のええなぁ!』内）
- SUZUKIハッピーモーニング・いってらっしゃいシリーズ（同上）
  - 上記のレギュラー番組に加えて、年末年始には特別番組のネット受けを実施することがある。

文化放送（NRN）発
- レギュラー番組なし
  - 2017年度までは、ナイターオフ期間の日曜19時台にNRNネット番組（『ラジオふるさと便』→『キニナル』）の同時ネットを実施していた。レギュラー番組の常時ネットは2018年度から途絶えているが、年末年始には特別番組のネット受けを実施することがある。
  - ラジオのプロ野球中継体制がTBSの放送業務撤退を機に見直された2018年度以降は、『MBSベースボールパーク』金曜日のナイトゲーム中継枠で、『文化放送ライオンズナイター』との相互ネットを随時実施。かつては、関東圏の球場で開催される阪神ビジターゲームのうち、東京ドームの読売ジャイアンツ主管試合以外のカードで裏送り方式による中継の制作を委託することもあった。

この他にも、JRN／NRN非加盟のラジオ局が制作する以下の番組で、常時ネットを実施している。
渋谷のラジオ（コミュニティFM局）発
- 福山雅治と荘口彰久の「地底人ラジオ」（2019年1月からネット受けを開始）

ラジオ関西（独立局）発
- 明日への扉～いのちのラジオ⁺～（2022年3月までは『明日への扉〜いのちのラジオ〜』としてOBCで制作）
- ～未来へ向かって～栄光のレジェンド
  - いずれも成和産業株式会社（和歌山県白浜町に本社を置く健康補助食品の通信販売会社）が「栄光フーズ」（MBSラジオ制作の生ワイド番組内で随時放送されるインフォマーシャルでも使用しているブランド名）で提供している事前収録番組で、制作局の移行（2022年4月）などを経て、2023年6月からネットを開始。2025年4月現在は毎週2番組を1時間枠で放送しており、本放送は第1・第2週を『明日への扉～いのちのラジオ⁺～』、残りの週を『栄光のレジェンド』とし、逆の週は過去の再放送としている。

「新日本放送」としての開局直後（1952年9月）から、全国に先駆けて『歌のない歌謡曲』（松下電器産業→パナソニックの単独提供番組）を早朝に放送していた。 通算の放送期間は71年で、MBSラジオでは毎日放送（ラジオとテレビの兼営体制時代）の2009年3月28日まで単独番組として編成されていたが、放送期間の途中からJRNの企画ネット番組に移行。『子守康範 朝からてんコモリ!』の放送開始（2008年3月31日）を機に、同番組→『上泉雄一のええなぁ!』（2021年10月以降の早朝版）の生放送に1コーナー扱いで内包されていた。日本の民放ラジオ局で放送期間の最も長いレギュラー番組であったが、パナソニックがスポンサーから降板することに伴ってJRN主体の企画ネットを解消することが決まったため、MBSラジオでは前田春香（毎日放送のアナウンサーで当時は『上泉雄一のええなぁ!』の金曜パートナー）の進行による2023年9月29日（金曜日）放送分をもって終了。ただし、ネット局の一部では、翌週（10月2日）以降も「自主編成番組」扱いで放送を続けている。
「新日本放送」として開局した当初に大半の放送枠のCMを電通が取り扱っていたことなどから、ラジオ東京（コールサインはJOKR。現在のTBSラジオ）、中部日本放送（CBC。現在のCBCラジオ）とネットを組むことが多かった。その後、日本文化放送協会（NCB。現在の文化放送）の開局に伴い、同局ともネットワークを組み、CBCとの三社で共同制作を行った『青空会議]』は街頭録音番組の代表的な番組になった。ラジオ東京と組んでいた大相撲中継のネットワークも文化放送と組み直して継続した。
文化放送やニッポン放送と共同で娯楽番組を制作する機会が増加。プロ野球中継などのスポーツ中継でも、ニッポン放送・RKB毎日放送（RKB）間で結成した「FOLスポーツネットワーク」の下で共同制作を実施した。
1964年、TBSラジオの提唱により、同局昼枠『オーナー』の同時ネットをRKBと共に行った。翌1965年このネットワークを母体としてJRNが発足。ABCと共に加盟した。発足記念特番は同一番組をABCと時間を分け合って放送した。次いでNRNにも加盟。NRNは当初ラジオドラマなどを制作して放送するなど、積極的に参加していた。
毎日新聞社の資本関係 の都合で、ラジオ関東（現・アール・エフ・ラジオ日本）とのネットを行ったものもあり、2003年（平成15年）から中央競馬中継（『GOGO競馬』）内のレース実況中継の一部、2018年（平成30年）から『MBSベースボールパーク』金曜日のナイトゲーム中継でラジオ日本との相互ネットを実施している。
2012年4月から2020年6月までSTVラジオ（NRN）発で『大山慎介のちょっと暮らし北海道』の先行ネット、2020年8月から2022年12月までは北海道放送（JRN/NRN）発で『大山慎介のみんなの北海道2.0』→『大山慎介のみんなの北海道2100』の相互ネット→先行ネットも実施。いずれも『みんなの北海道』（毎日放送時代の2008年10月から2012年4月まで自社制作で放送）の後継番組で、『大山慎介のみんなの北海道2100』は、2023年1月から制作局をMBSラジオへ移行している（HBCでの放送自体は遅れネット方式で継続）。2009年4月から2023年3月まで九州朝日放送（NRN）発で『キャイ〜ンの家電ソムリエ』、2017年10月から2022年9月まではRKB毎日放送（JRN）発で『ロバートの家電研究所』（いずれも福岡市内に本社がある民放ラジオ局が制作していたヨドバシカメラ単独提供の収録番組）も放送した。2019年には、TBSラジオが『アフター6ジャンクション』（毎日放送時代から本編は非ネット）の生放送にスポンサー付きで組み込んでいた期間限定コーナーの一部を対象に、単独番組扱いの遅れネットを実施。2021年の4 - 12月（Jリーグのレギュラーシーズン中）には、『金曜ピッチサイドトーク』（Jリーグ公式映像の音源を活用したヴィッセル神戸・アビスパ福岡の応援情報番組）をRKBラジオ（アビスパの地元局）との相互ネットで放送した（発局は不明）。
2021年4月改編から毎週日曜日の8:00 - 10:00に放送中の『（地方創生プログラム）ONE-J』は、関西地方で和歌山放送（NRNとのクロスネット局）もフルネットを実施するため、MBSラジオでは和歌山県を除く近畿2府3県の取材リポートを毎日放送のアナウンサー・前田智宏（報道情報局気象情報部所属の気象予報士）・彩羽真矢（『松井愛のすこ〜し愛して♥』の金曜日や『桂文枝の茶屋町ホテル』にレギュラーで出演している宝塚歌劇団出身のタレント）が交互に担当している。さらに、『ONE-J』への改題（2024年4月）を機に、第5週以外の放送でネット局のアナウンサーから1名が（番組開始当初からのパーソナリティである本仮屋ユイカの）「パートナー」を2週交代で担当する体制に移行。移行後の第1回（同月7日）・第2回（14日）放送では、移行前にも電話リポートやパーソナリティ代理での出演を経験していた毎日放送アナウンサーの福島暢啓が「パートナー」へいち早く起用されている。
ちなみに、2023年1月1日（日曜日）の放送中（8:29 - 9:05）には、番組の設定（実際はTBSラジオ側のネット向け回線トラブル）に起因する放送事故がラジオ福島（福島県内のJRN/NRNクロスネット局）と共に発生した。TBSラジオでは、当日の8:00から『ニューイヤー駅伝』のラジオ中継を自社と一部のJRN加盟局向けに放送することを前提に、『ONE-J』の本編を2022年末に収録。ニューイヤー駅伝の中継を放送しないネット局（MBSラジオ・ラジオ福島など）では、『ONE-J』本編の収録音源を、TBSラジオからの裏送り方式で放送することを予定していた。ところが、MBSラジオとラジオ福島では、「共立リゾートpresents～新たな発見を綴る～旅ノオト」（本来は『ONE-J』9時台に当時内包されていた共立リゾート単独提供のコーナー）の音源が8時台の前半（上記の事情で放送時間を繰り上げていたTBSラジオと同じ時間帯）に放送された。さらに、「旅ノオト」終了直後の8:30から音声が途絶。通常編成と同じ時間帯の8:55 - 9:00に設定されたローカル差し替え枠（MBSラジオは『MBSニュース』と『MBS交通情報』）を挟んで、9:05に『ONE-J』本編の放送が再開されるまで途絶が続いた。MBSラジオでは音声の途絶中に「しばらくお待ち下さい」というアナウンス音源とフィラー用の楽曲を繰り返し流すことで対応していたが、8:59からは（ネット受けを予定していなかった）ニューイヤー駅伝の中継が5分間流れてしまった。

## ニュース
開局当初は毎日新聞社が編集権を持つ『毎日新聞ニュース』を放送したが、1974年に自社取材物や共同通信社等の通信社発のニュースも素材に含めた、自社編集の『毎日ニュース』に替わった。
全国ニュースは1965年まで全国各局の報道素材を自由に交換したが、JRNとNRNが発足して、JRNはABCが、NRNはラジオ大阪が原則として担当となり、MBSは毎日新聞社の全面協力の下、自主取材した。報道激戦区の東京地区では東京支社のスタッフがキー局に混じりながら自由に取材活動を行っていた。例外でJRNは『オーナー』のニュースショーや日曜薄暮の『ニュース新幹線』（いずれも1965 - 1966年）、NRNは『お早うネットワークをネット受けして共同制作した。1975年のテレビのネットチェンジを受け、JRNニュースネットワークにも本格的に参加。現在はJNNから配信を受けたニュースも伝えている。
現在はテレビとラジオともに関西ローカル向け定時ニュースのタイトルを『MBSニュース』に統一（テレビの表記は『MBS NEWS』）。株式会社MBSラジオの発足後も、毎日放送のアナウンサーがラジオの定時ニュースを持ち回りで担当している。

### 「ラジオ報道部」の活動
毎日放送がラジオ放送事業とテレビ放送事業を兼営していた時期は、ラジオ・テレビ兼営局としては珍しいラジオ報道部（毎日放送ラジオ局ラジオ制作センター報道部）が存在。東京支社に国会取材担当の記者を常駐させるなど、独自の取材活動を展開するかたわら、報道・情報系の生ワイド番組や衆議院議員選挙・参議院議員選挙の開票特別番組を制作していた。
「ラジオ報道部」では毎年の大晦日に、当該年の主なニュースを回顧する目的で、『ニュースタックル』という特別番組を制作。『諸口あきらのイブニング・レーダー』以降に平日の夕方で編成していた生ワイド番組や、『はやみみラジオ!水野晶子です』（平日早朝）『特集1179』（ナイターオフ番組）『MBSナイトアングル』『MBSニュースレーダー』『RadioNews たね蒔きジャーナル』『ネットワーク1・17』などの制作にも携わっていた。2012年度のナイターオフ編成では、他部署と共同で『with…夜はラジオと決めてます』シリーズ（後述）を制作。この編成から、通年番組として『報道するラジオ』（2018年度から『ニュースなラヂオ』）をレギュラーで放送してきた。『ニュースなラヂオ』が月1回の放送へ移行した2020年4月改編以降は、『ネットワーク1・17』だけを毎週制作する一方で、ドキュメンタリーを中心に特別番組の制作を続けていた。
開票特別番組では、本社・東京支社のラジオスタジオ・主要政党本部内の特設ブースを結びながら、全国の情勢速報を自社制作で放送。ラジオ報道部の記者が自ら激戦区を取材したほか、記者やMBSのアナウンサーが近畿地区の有力候補事務所や各党本部から情勢を報告したり、スタジオから各党の首脳や注目の候補者にインタビューを実施したりしていた。東京支社駐在の記者も動員されていたため、テレビ（TBSテレビ）とは別に国会担当記者を配置しているTBSラジオからの同時ネットを原則として実施していない。
毎日放送のラジオ放送事業が株式会社MBSラジオへ移管されてからは、MBSラジオ社内のコンテンツデザイン局がラジオ番組の制作業務を担当。『ネットワーク1・17』『月刊 ニュースなラヂオ』などのレギュラー番組や報道特別番組の制作を続けていたが、「ラジオ報道部」に相当する部署は設けられておらず、毎日放送時代にラジオ向けの報道活動を担っていた記者・スタッフの大半は同社の報道情報局へ異動した。その一方で、移管後最初の国政選挙であった第49回衆議院議員総選挙の投・開票日（2021年10月31日）には、『MBSラジオ 2021総選挙開票特別番組』を独自に編成。毎日放送（MBSテレビ）の関西ローカル向け報道番組で2014年4月から7年間メインキャスターを務めた西靖アナウンサーを、メインパーソナリティに迎えていた。
ちなみに、『月刊 ニュースなラヂオ』は2022年3月で終了したが、翌4月から『厳選!月イチジャーナル』（西と後輩アナウンサーの前田春香がキャスターを務める番組）が「月イチ」（月に1回のペース）で放送されている。『月イチジャーナル』は、株式会社MBSラジオが初めて立ち上げた報道系の生放送番組で、『月刊 ニュースなラヂオ』の放送枠と国政選挙の投・開票日に開票特別番組の制作体制を引き継いでいる。
また、2024年の年末から2025年1月までは、「ラジオがとなりに」というプロジェクトを展開する予定。毎日放送時代の1995年に「ラジオ報道部」が直面していた阪神・淡路大震災の発災（1月17日）から2025年に30年を迎えることを背景に、発災当時のエピソードや震災の教訓などを改めて紹介するプロジェクトで、近い将来の発生が予想されている南海トラフ地震への意識を高めることも視野に入れている。

## スタジオ
本社（2014年4月以降は「M館」と呼称）
いずれもM館に設置。生ワイド番組は基本的にαスタジオとβスタジオを交互に使用する。交互に使う体制は千里丘時代から行われており（ラジオ第6・第7スタジオの交互使用）、次の番組の放送準備がしやすいメリットがあるため、茶屋町への移転後も引き続き行われている。茶屋町スタジオの完成当時は双方のスタジオの様子を把握するため、両スタジオにカメラとモニターが設置されていた。
- α（アルファ）スタジオ
  - 『ヤマヒロのぴかッとモーニング』（平日午前）、『こんちわコンちゃんお昼ですょ!』（平日午後）、『ネットワーク1・17』（月曜夜間→日曜早朝→土曜夕方）、『ありがとう浜村淳です土曜日です』（土曜午前、2024年3月まで平日の午前帯に編成していた『ありがとう浜村淳です』でも使用）、『豊永真琴のMBSミュージックパーク』（土曜午後・夕方、夜間に及ぶ場合もあり）、『MBSベースボールパーク』（前座コーナー[注釈 54]、後座番組、中継内のスタジオ進行パート、および土・日曜日に放送するナイターオフ版）、自社制作による平日夜間のナイターオフ番組（毎日放送時代の2017 - 2020年度は『MBSヨル隊』→MBSラジオへの移管後の2023年度は『不惑のMラジ』という共通レーベルを設定）
- β（ベータ）スタジオ
  - 『上泉雄一のええなぁ!』シリーズ（平日ランチタイム →　平日夕方 →　月 - 木曜夕方 →　平日早朝）、『松井愛のすこ〜し愛して♥』（通年では金曜夕方　→　平日ランチタイム）、『福島のぶひろの、金曜でいいんじゃない?』→『福島のぶひろの いんじゃない?』を含む「夕方もポチっとMラジ」レーベルの生ワイド番組（平日夕方）、『かめばかむほど亀井希生です!』（土曜早朝）、『サンデーライブ ゴエでSHOW!』（日曜ランチタイム）、『ヤングタウン日曜日』（日曜深夜）、『MBSマンデースペシャル』枠の生放送番組（『厳選!月イチジャーナル』[注釈 55]『桂文枝の茶屋町ホテル』『石井亮次と福島暢啓のフダンギダンギ。』など）
  - 2018年には、1月8日（月曜日・成人の日）から2月上旬まで改修工事を実施した[59] 関係で、3月4日（日曜日）まで本社内の会議室（かつての役員室）に仮設したスタジオ[注釈 56] から『子守康範 朝からてんコモリ!』『 - すこ〜し愛して♥』『かめばかむほど - 』『 - ゴエでSHOW!』および『上泉雄一のええなぁ!』シリーズを生放送[60]。対象番組では、リスナーに対して、出演者がその旨を随時伝えていた。
- γ（ガンマ）スタジオ - ラジオCMの録音や、ラジオの録音番組の収録などに使用。以前は定時ニュース（『MBSニュース』）にも使用していた。番組出演者がトークの合間にミキサーの操作やCDなどの音出しなどができるように機器を配置していることから、パーソナリティが基本として1人で生放送を進行する『あどりぶラヂオ』（火 - 木曜深夜）でも2021年10月の番組終了まで活用。
- δ（デルタ）スタジオ - ニューススタジオ（2018年10月から2022年9月までの放送上の呼称は「報道フロア」）
  - 『MBSニュース』（生ワイド番組への内包分を含む）
  - 2018年のβスタジオ改修工事中は、『報道するラジオ』（『厳選!月イチジャーナル』の前身番組）、『次は〜新福島!』（当時のナイターオフ番組）の本編および、『こちら茶屋町お天気部!』の生放送でも使用。
- ちゃやまちプラザ（ちゃプラステージ）
  - 2014年4月の本社新館（B館）開設を機に、M館1階のエントランスに新設されたオープンスタジオ。ラジオでは『茶屋町アイドルプラザ』の公開録音・生放送などに使用。

東京支社（MBS Tokyo Biz Studio）
- 東京都港区赤坂5丁目3-1（赤坂サカス内）赤坂Bizタワー28階

ラジオ番組の収録に用いることを基調に、テレビ番組の収録・生中継にも対応できる多目的スタジオとして造られている。スタジオ設備のうち、ラジオ放送・収録用の「ラジオブース」では、本社での「受けサブ」を介さない生放送も可能である。
レギュラーで使用する番組は『アッパレやってまーす!』、『イマドキッ ドゥフドゥフ90分』、『ヤングタウン金曜日』、『ヤングタウン土曜日』、『ゴチャ・まぜっ天国!』、『オレたちゴチャ・まぜっ!〜集まれヤンヤン〜』『ごぶごぶラジオ』など。本社との二元生放送は、2017年8月1日深夜の『ザ・ヒットスタジオ（火）』 や『ミッツ・マングローブのOSAKA・ん!メガミックス』などでも実現している。また、首都圏に在住・滞在のコメンテーターがMBSラジオの生放送番組へ出演する場合に、本社スタジオとの二元中継形式で使用することがある。

### 新型コロナウイルス感染症の流行に伴う暫定措置（2020年）
本社では、放送・収録中に閉めることを原則に定めていたスタジオと副調整室の間のドアを、4月6日（月曜日）から放送・収録中も開放。生放送番組のレギュラー出演者の一部（毎日放送報道局気象予報部所属の気象予報士など）やゲストについては、Tokyo Biz Studioからの中継や、滞在先からスカイプ・電話を通じた出演へ徐々に切り替えるなど、感染拡大の一因とされる飛沫感染の回避に努めていた。8日水曜日の『上泉雄一のええなぁ!』から、複数の出演者が対座することの多いα・βスタジオ内のテーブル中央部にアクリルボードを設置。「街角ステーション」（当時『松井愛のすこ〜し愛して♥』の金曜日に内包されていたMBSラジオの企画ネット版）を含む生中継のコーナー・企画も、同月からは一時スタジオからの生放送に変更していた。4月13日（月曜日）以降の自社制作番組では、スタジオへ同時に滞在できる人数を、原則として3人以下に制限。スタジオへ同時に出演する人物が（コーナーレギュラーを含めて）4人以上の生放送番組では、一部のコーナーをスタジオとは別の部屋（前述した会議室など）からの生中継方式で放送していた。
日曜以外の曜日に生放送を実施していた『ありがとう浜村淳です』では、感染予防策の一環で、浜村淳（当時85歳）を4月28日（火曜日）から5月23日（土曜日）まで自宅からの中継で出演させている（当該項で詳述）。
Tokyo Biz Studioでは、 テレビ（MBSテレビ制作）番組である『痛快!明石家電視台』（5月25日・6月1日放送分「復活!リモート収録で明石家メンバーになにをきくねん」）の収録で、2020年5月18日にラジオブース を使用した。通常は本社内のテレビスタジオで隔週月曜日に実施している公開収録を、新型コロナウイルス感染拡大の影響で同年の3月上旬から休止していたことに伴う措置で、大半の出演者は自宅からの中継を通じて収録に参加。6月2日（月曜日）にも、上記の方式で収録を実施したうえで、その模様を同月9日・16日に放送した。

### 撤去
- なんばパークス1階 「パークス・ラジオパラダイス Para Para（通称：パラパラスタジオ）」（生放送対応）

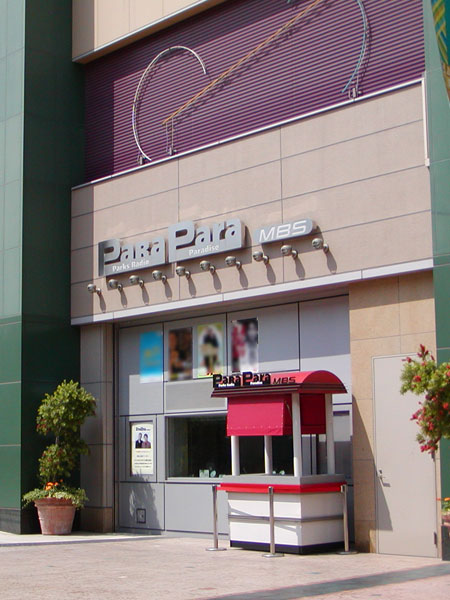
パークスラジオパラダイス（現在は撤去）

土曜昼間に『それゆけ!メッセンジャー』の生放送を実施していたほか、『イマドキッ』内でJAMが担当していたミニコーナーの収録などに使用。
- 阪急グランドビル31階「ラジオポートMBS」
- 堂島地下センター「MBSドーチカサテライトスタジオ」
- 阪神百貨店梅田本店 松下電器のショールーム「ナショナルショールーム アクセス」
- 心斎橋 マツダショールーム内のオープンスタジオ。土曜深夜に放送される番組の公開録音を実施していた。
- 2003年には、毎日放送の本社（茶屋町）1階のオープンスペースに透明なカプセル状のスタジオ「カプセルスタジオ」を期間限定で設置。『さてはトコトン菊水丸』土曜版などの生放送に使った。

## オープニング・クロージング
オープニングは毎週月曜日の早朝に流れている。MBSラジオに分社後の2021年4月から、毎日放送時代から使われているファンファーレをバックに、毎日放送所属の関岡香アナウンサーが「おはようございます。けさのお目覚めはいかがでしょうか。お聴きのラジオは、J・O・O・R、MBSラジオです。大阪・高石市から、周波数1179kHz・出力50kW。生駒山からは、周波数90.6MHz・出力7kWで、放送しています。」とアナウンスしている。分社化前は「MBSラジオ」の部分が「毎日放送」となっていた。オープニング前は試験電波として音楽が流れる。
クロージングは毎週日曜深夜（月曜未明）に流れており、ピアノによるドビュッシーの「月の光」をBGMに「お聞きいただきましたMBSラジオ、今日の番組は、これで終了いたしました。このあと、朝の番組開始まで、しばらくお休みをいただきます。MBSラジオです。大阪・高石市から、周波数1179kHz・出力50kW。生駒山からは、周波数90.6MHz・出力7kWで、放送しています。J・O・O・R、MBSラジオです。」とアナウンスする。クロージング後は試験電波として音楽を流す。週によって停波する。
火曜から日曜の基点時間直前（火曜 - 金曜 5:13、土曜 4:38、日曜 4:28）には1分間のジャンクション（局名告知）を流す。オーケストラの曲をバックに、周波数・コールサインの読み上げを行う。内容はオープニングに同じ。

## 社員不祥事
- 2025年4月21日 - 長寿番組「MBSヤングタウン」などを担当していた50代の男性社員が、同月14日に大阪市内の知人女性の自宅に、合鍵を使って無断で侵入したとして住居侵入の疑いで大阪府警に逮捕された[65][66]。